# Severînivka, Liubar
Severînivka (în ucraineană Северинівка) este un sat în comuna Berezivka din raionul Liubar, regiunea Jîtomîr, Ucraina.

## Demografie
Componența lingvistică a localității Severînivka
     Ucraineană (100%)
Conform recensământului din 2001, toată populația localității Severînivka era vorbitoare de ucraineană (100%).